# 모든 권리 보유

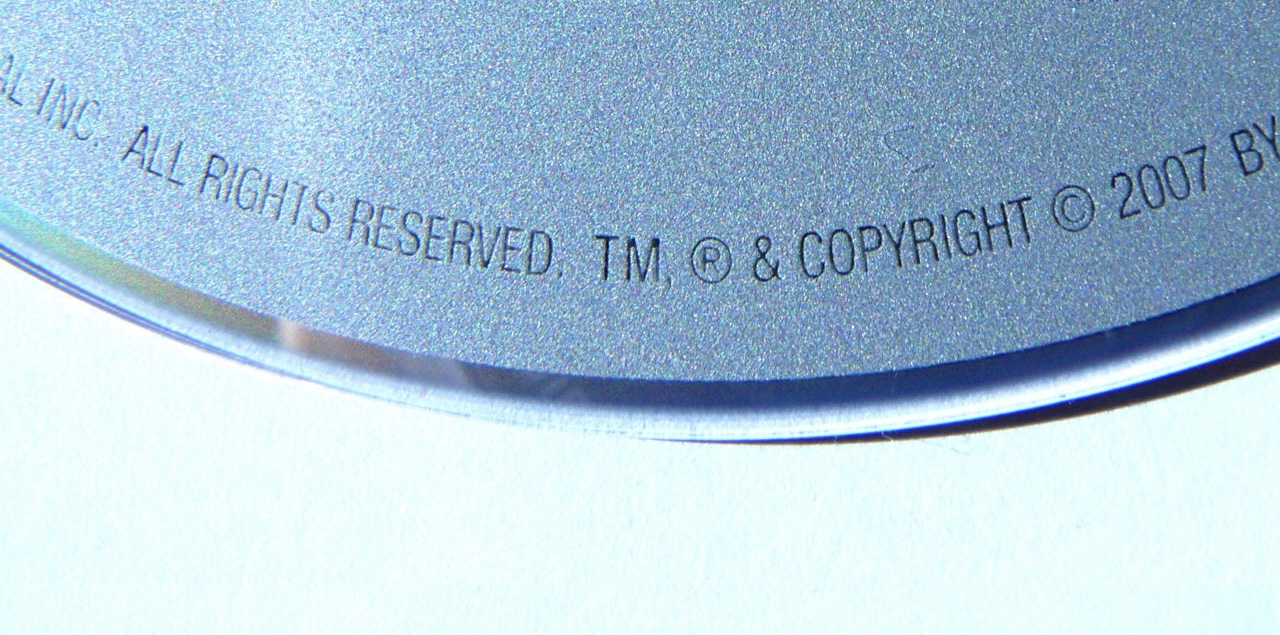
"모든 권리 보유"(all rights reserved)라는 구절이 DVD에 표시되어 있다.

모든 권리 보유(All rights reserved)는 저작권 소유자가 저작권 법이 제공하는 모든 권리를 "보유"하거나 자체적인 목적을 위해 보유하는 것을 가리키는 저작권 형식이다. 1910년의 부에노스아이레스 조약에서 기원하였으나 관할권 내에 법적 효력이 있는지는 분명치 않다. 그러나 수많은 저작권 보유자들이 이 문구를 사용하고 있다.

## 기원
이 문구는 1910년 부에노스아이레스 조약의 결과로 기원하였다. 조약 제3항은 작품에 재산권 보유를 명시한 경우에 한해 조인국 안에 등록된 작품에 대해 모든 조인국에 대해 저작권을 부여하였다. 이 모든 저작권 보유 문구는 텍스트에 명시되지 않았으나 이 요건을 충족하였다.

## 구식화
"모든 저작권 보유" 고지의 추가를 요구하는 것은 베른 협약 조인국이 되기 위해 니카라과가 부에노아이레스 조약의 마지막 조인국이 된 2000년 8월 23일에 구식이 되었다. 이 시점을 기준으로 부에노아이레스 조약(이 고지의 사용을 요구한 유일한 저작권 조약)에 조인한 모든 국가는 미리 저작권 고지를 하지 않아도 저작권 보호 부여를 요구하는 베른 협약의 조인국이기도 하였다.
이 문구는 모호성을 제거하고 내용물이 자유로이 복사될 수 없음을 분명히 경고하는 차원에서 여전히 예술가, 작가, 콘텐츠 제작자에 의해 널리 사용되고 있다.

## 같이 보기
- 크리에이티브 커먼즈
- 퍼블릭 도메인